# Merete Morken Andersen
Merete Morken Andersen (24. juli 1965 i Bergen) er en norsk forfatter, litteraturkritiker og redaktør. 
Andersen er uddannet cand.philol. med hovedfag i litteraturvidenskan fra Universitetet i Bergen, og har gennemført forfatterstudierne ved Høgskolen i Telemark og Skrivekunst-akademiet i Hordaland i Bergen. Hun har arbejdet som forlagsredaktør hos forlaget Aschehoug og faglig leder for Aschehougs forfatterskole. I perioden 1992–97 var hun var redaktør for litteraturtidsskriftet Vinduet. Hun har undervist i fag- og skønlitterær skrivning ved blandt andet ved Skrivekunst-akademiet i Hordaland og Høgskolen i Vestfold.
Andersen blev tildelt Kritikerprisen 2002 for romanen Hav av tid. Romanen er senere blevet oversat til flere sprog, bl.a dansk, engelsk, italiensk, nederlandsk, tyrkisk og tysk.
Hun er gift og har to børn. Familien bor på Nesodden, udenfor Oslo.

## Priser
- 2002 – Kritikerprisen for Hav av tid
- 2003 – Amalie Skram-prisen